# Eurina orientalis
Eurina orientalis är en tvåvingeart som beskrevs av Becker 1911. Eurina orientalis ingår i släktet Eurina och familjen fritflugor.
Artens utbredningsområde är Taiwan. Inga underarter finns listade i Catalogue of Life.